# Albertus Antonie Nijland
Albertus (Albert) Antonie Nijland, född 30 oktober 1868 i Utrecht, död där 18 augusti 1936, var en nederländsk astronom.
Nijland blev observator vid observatoriet i Utrecht 1895 och professor i astronomi och direktor för nämnda observatorium 1898. Han utförde värdefulla undersökningar huvudsakligen inom den praktiska astronomin, bland annat observationer över stjärnhopar, kometer, meteorer och variabla stjärnor. Han deltog i de nederländska solförmörkelseexpeditionerna till Sumatra 1901 och till Spanien 1905 och utförde därunder bland annat undersökningar över solkoronan och kromosfärens spektrum. En månkrater har uppkallats efter Nijland.